# Paseos de las Haciendas
Paseos de las Haciendas es una localidad del estado mexicano de Aguascalientes. Es parte del municipio de Jesús María.

## Demografía
| Censo | Población |
| ----- | --------- |
| 2010  | 1 596     |
| 2020  | 2 826     |